# Apsilus dentatus
Apsilus dentatus е вид лъчеперка от семейство Lutjanidae. Видът е незастрашен от изчезване.

## Разпространение и местообитание
Разпространен е в Американски Вирджински острови, Ангуила, Антигуа и Барбуда, Барбадос, Бахамски острови, Белиз, Британски Вирджински острови, Венецуела, Гваделупа, Гренада, Доминика, Доминиканска република, Кайманови острови, Куба, Мартиника, Монсерат, Пуерто Рико, САЩ (Тексас), Сейнт Винсент и Гренадини, Сейнт Китс и Невис, Сейнт Лусия, Тринидад и Тобаго, Търкс и Кайкос, Хаити и Ямайка.
Среща се на дълбочина от 100 до 300 m, при температура на водата около 26,4 °C и соленост 36,3 ‰.

## Описание
На дължина достигат до 65 cm, а теглото им е максимум 3170 g.